# セバスティアン・ヴァルキエヴィツ
セバスティアン・ヴィクトル・ヴァルキエヴィツ（Sebastian Wiktor Walukiewicz, 2000年4月5日 - ）は、ポーランド・ルブシュ県ゴジュフ・ヴィエルコポルスキ出身のサッカー選手。セリエA・トリノFC所属。ポーランド代表。ポジションはDF。

## クラブ経歴
ユース時代をレギア・ワルシャワなどで過ごした後、2017年にMKSポゴニ・シュチェチンと契約。チームIIでのプレーを経て2017-18シーズン終盤にトップチームに昇格。2018年4月7日のレギア・ワルシャワ戦でプロデビュー。2018-19シーズンは出場機会が増え、先発に定着した。
2019年1月15日、カリアリ・カルチョと4年半の契約を締結。2018-19シーズンはローン移籍の形でMKSポゴニ・シュチェチンに残留し、2019年7月にカリアリに加入。加入時から若手有望株として注目される。加入2年目の2020-21シーズンから先発に定着。2020年12月4日にカリアリと2024年までの契約に合意。更に数日後にはチェルシーFCをはじめ、マンチェスター・ユナイテッドFCやリヴァプールFCなどのプレミアリーグの有力チームが、ヴァルキエヴィツの獲得を検討していると報じられた。
2022年9月1日、セリエAのエンポリFCに買取オプション付きの期限付き移籍で加入した。加入後、2022-23シーズンのリーグ戦で11試合に出場すると、2023年6月14日にエンポリは買取オプションを行使したことを発表した。
2024年、トリノFCに3年契約で移籍した。

## 代表経歴
プロデビュー前の2014年から、各ユース世代のポーランド代表に随時招集。2019年には自国開催の2019 FIFA U-20ワールドカップに出場。2020年10月にフル代表初招集。7日のUEFAネーションズリーグのフィンランド戦で代表デビューを果たした。